# 康丰乡
康丰乡，是中华人民共和国甘肃省临夏回族自治州康乐县下辖的一个乡镇级行政单位。

## 行政区划
康丰乡下辖以下地区：
辛雍家村、道家村、段家坪村、杨家台村、头岔村、温家村、田家沟村和何家沟村。